# أفق راداري

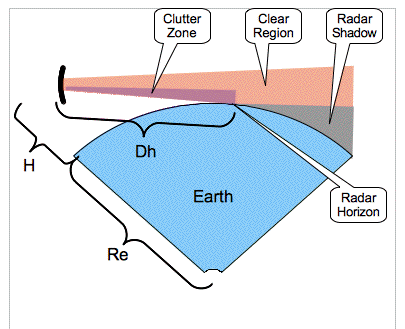
الأفق الراداري.

يعد الأفق الراداري منطقة أداء مهمة لأنظمة الكشف عن الطائرات والتي تحدد من خلال المسافة التي يرتفع فيها شعاع الرادار بدرجة كافية فوق سطح الأرض لجعل اكتشاف الهدف عند أدنى مستوى ممكن. ويرتبط بمنطقة الأداء منخفضة الارتفاع، وتعتمد هندستها على التضاريس وارتفاع الرادار ومعالجة الإشارات.